# Акора
Акора (англ. Akora), (урду اکوڑہ خٹک‎) — город на территории провинции Хайбер-Пахтунхва, Пакистана. Расположен на стратегическом шоссе Пешавар — Равалпинди. В прошлом — одно из первых афганских феодальных княжеств.

## История
Княжество Акора было образовано афганским (паштунским) племенем хаттак в середине XVI века на правобережье Инда, в Пешаварской равнине и на территории восточного Кохата. Первым правителем Акоры был мелик Акор, вождь хаттаков, охранявший по поручению Великого Могола Акбара проходившие здесь караванные пути.
В XVII столетии в Акоре родился и правил Хухшаль-хан Хаттак (1613—1689), знаменитый афганский поэт, попытавшийся путём восстания освободиться из-под власти Могольской империи, но потерпевший неудачу. В 1739 году княжество Акора подпадает под власть Надир-шаха Афшара, а в конце 1747 года влилось в афганскую Дурранийскую державу.

## Демография
| 1998   | 2010   |
| ------ | ------ |
| 19 317 | 20 157 |